# Grunnasundsholmen
Ne doit pas être confondu avec Grunnasundsholmen (Kvinnherad) ou Grunnasundsholmen (Sveio).
Grunnasundsholmen est une île norvégienne du comté de Hordaland appartenant administrativement à Bømlo.

## Description
Rocheuse et couverte d'arbres en son centre, elle s'étend sur environ 182 m de longueur pour une largeur approximative de 139 m. 